# Šplh na tyči

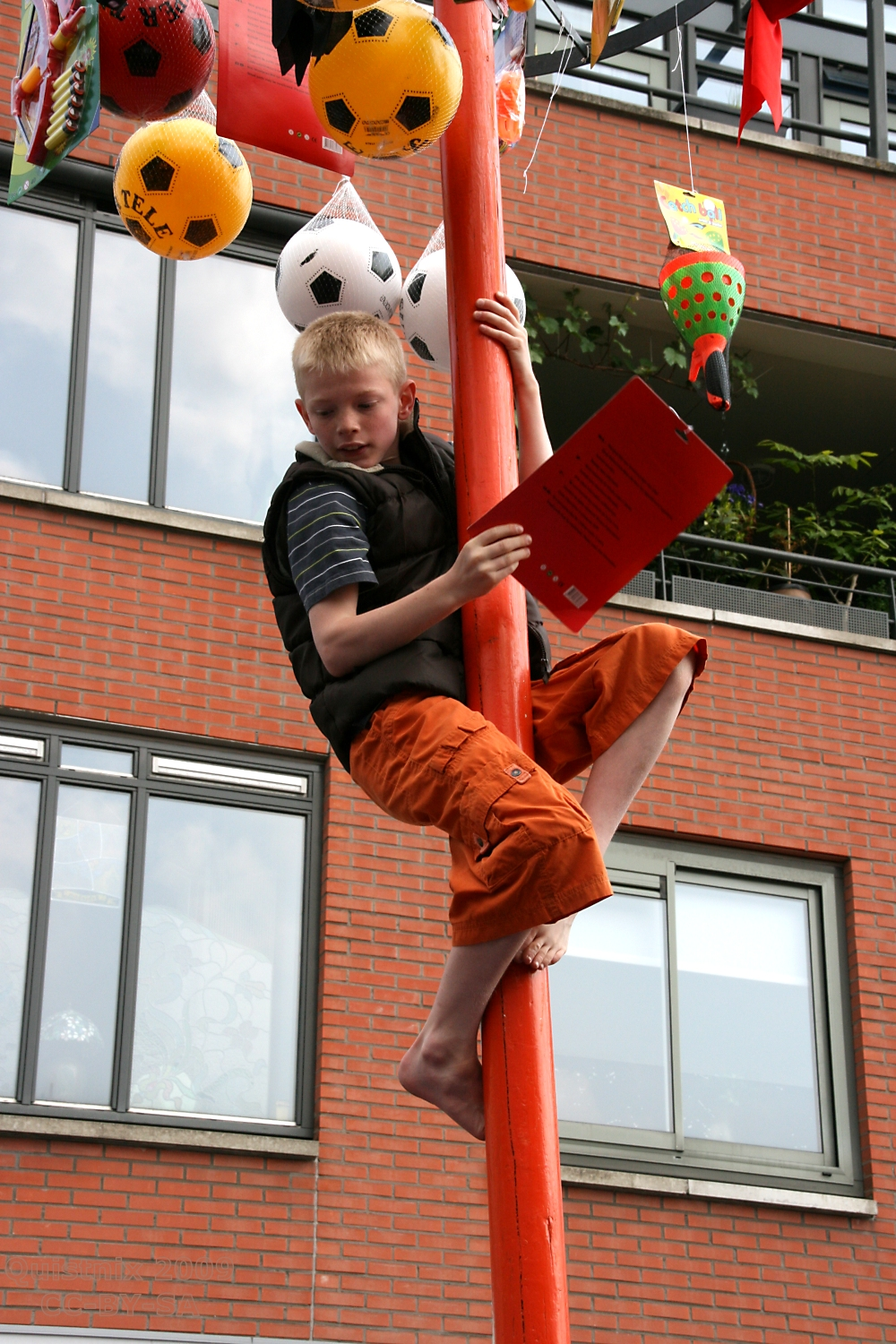
Šplh v rámci nizozemských královských oslav

Šplh na tyči je gymnastická sportovní disciplína, při níž sportovec leze vzhůru po svislé tyči, a to buď za pomoci rukou i nohou (tzv. s přírazem), nebo pouze za pomoci rukou (bez přírazu).
Tradiční součástí výuky tělesné výchovy na českých základních školách je šplh na tyči do výšky 4,5 metru, tedy o 3 metry (začíná se ve stoje s úchopem tyče ve výši 1,5 metru nad zemí). Žáci ve věku od 10 do 14 let šplhají na tyči, od 14 let na laně. Do 16 let se šplhá s přírazem. Průměrná doba šplhu žáků v závislosti na věku, pohlaví i stylu šplhu se pohybuje zhruba od 8 do 15 sekund. Podíl žáků, kteří nejsou schopni vyšplhat, se však v poslední době výrazně zvýšil.
Doplňkovou disciplínou je výdrž v zavěšení se na tyči. Agentura Dobrý den eviduje jako rekord výkon žákyně 5. třídy ZŠ Valtice Klárky Vozarové, která se podle záznamu z 24. ledna 2014 dokázala na klasické tyči na šplh o délce 4,5 m udržet bez dotyku země po dobu 1:30:18 hod., čímž se její výkon protáhl z hodiny tělesné výchovy do dvou přestávek a dalších dvou vyučovacích hodin.

## Galerie

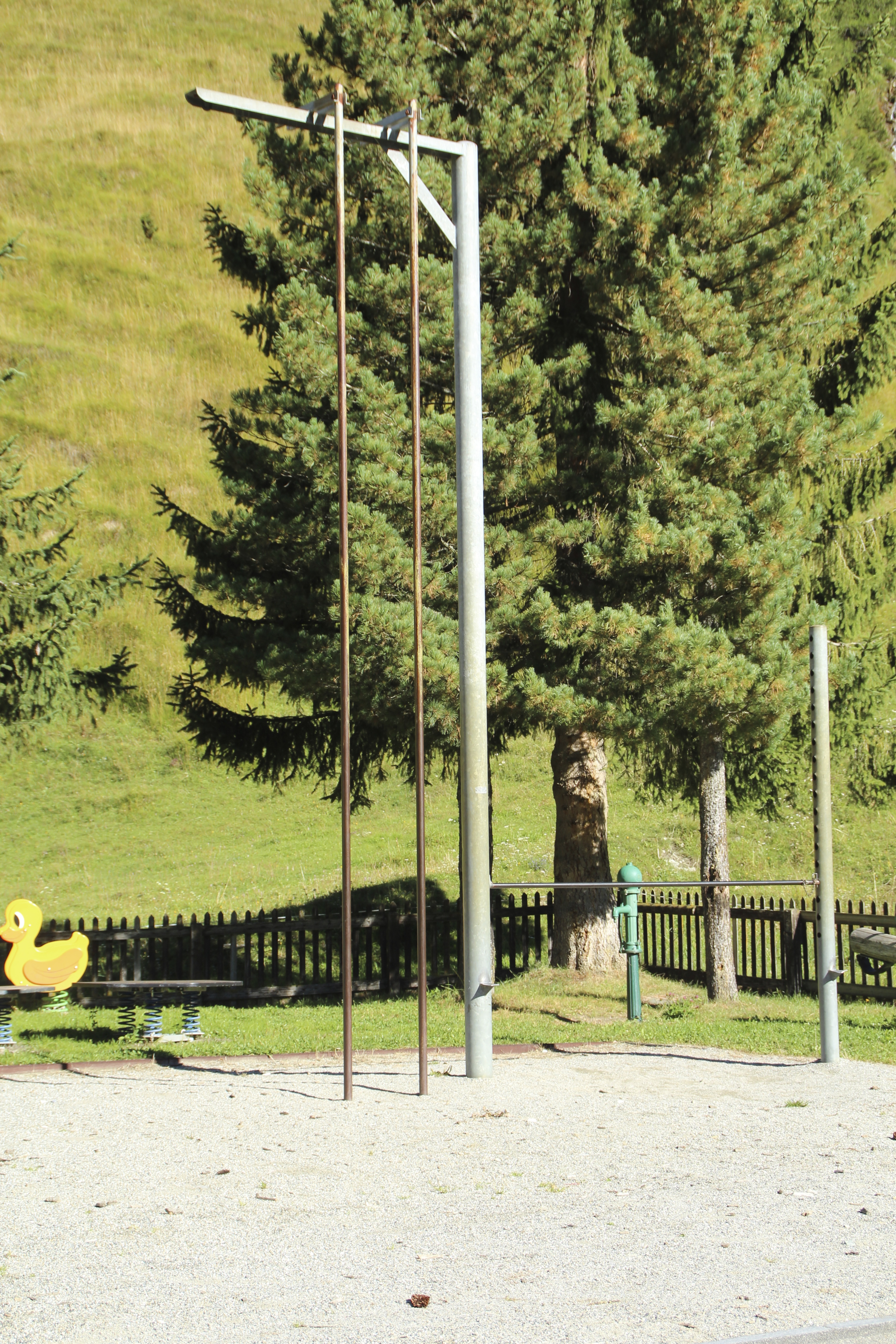
Lezecké tyče na hřišti ve Švýcarsku
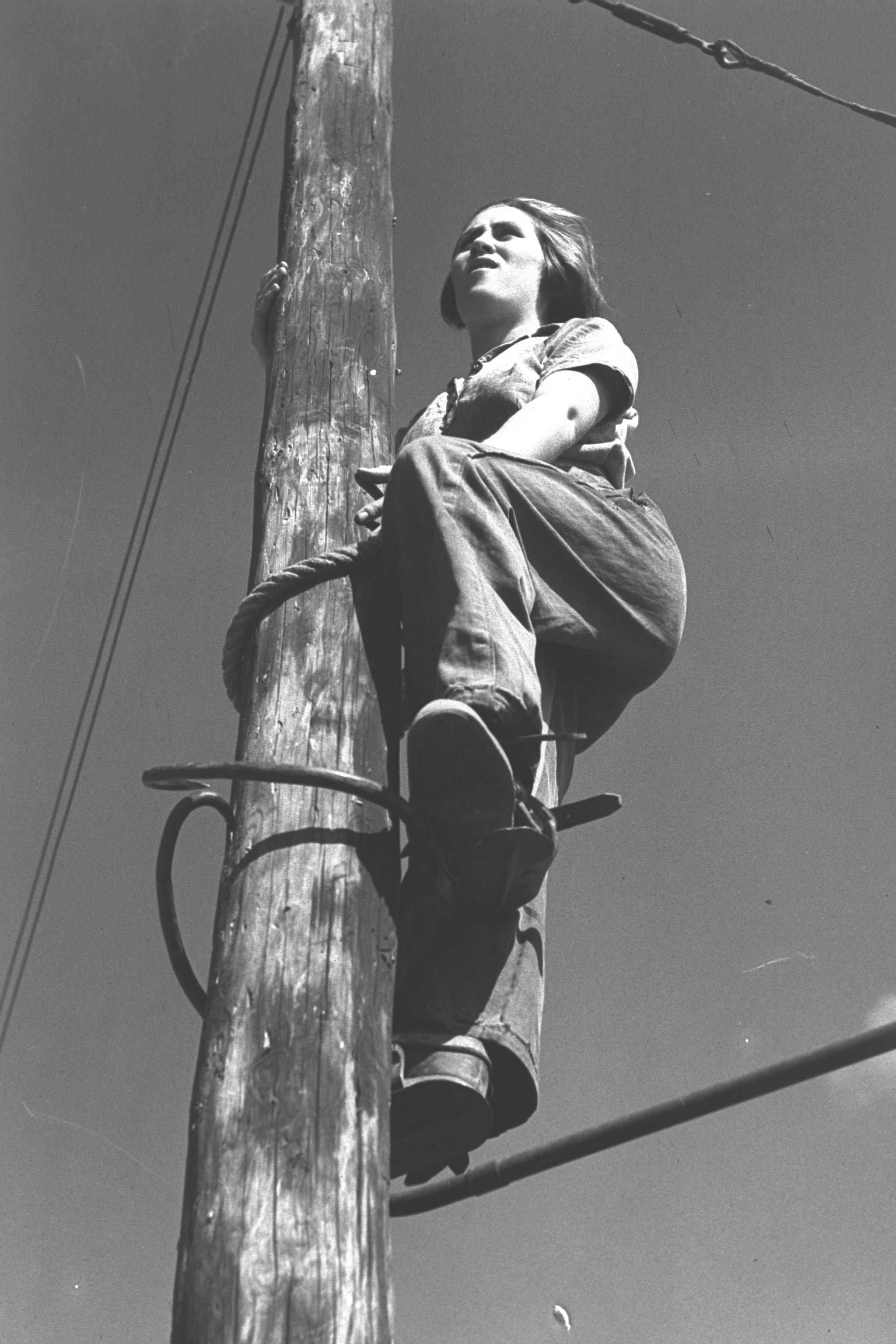
Elektrikářka šplhá na telegrafní sloup
- Šplh na šikmé tyči